# Silonella aurata
Silonella aurata är en nattsländeart som först beskrevs av Hagen 1864.  Silonella aurata ingår i släktet Silonella och familjen grusrörsnattsländor. Utöver nominatformen finns också underarten S. a. ronda.